# Emanuel Sweerts
Pour les articles homonymes, voir Sweerts.

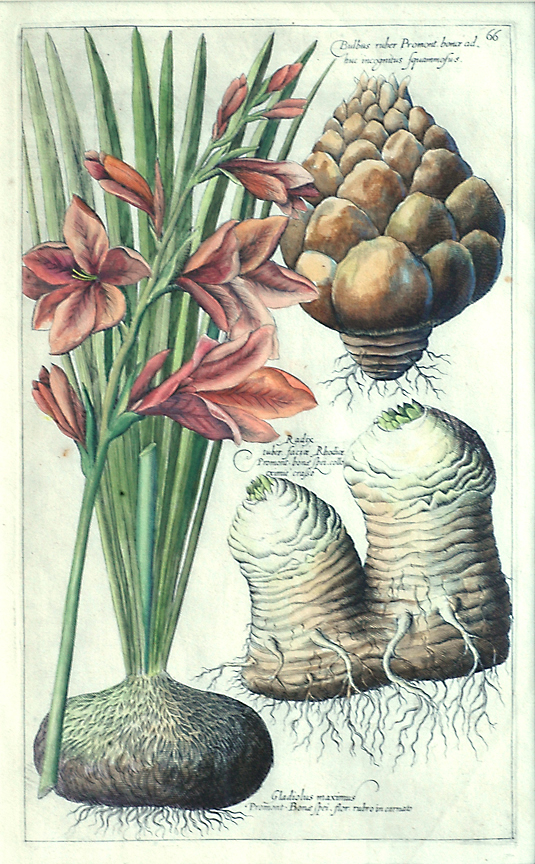
Illustration du glaïeul, Gladiolus maximus dans l'édition de 1612

Emanuel Sweerts (1552-1612) est un homme d'affaires néerlandais du XVIIe siècle né à Zevenbergen, dans le Brabant-Septentrional. Il a contribué à lancer le commerce et la mode de la tulipe dans les Provinces-Unies près d'un quart de siècle avant l'épisode de la tulipomanie, mais il est surtout célèbre pour ses catalogues de fleurs, toujours recherchés aujourd'hui par les amateurs de gravures botaniques anciennes.

## Carrière
Sweerts s'installe à Amsterdam où il fait commerce d'objets d'art ou d'objets d'histoire naturelle, oiseaux, pierres ou fleurs rares, qui à cette époque allaient enrichir les cabinets de curiosités. Homme d'affaires avant tout, Sweerts est présent à la foire de Francfort aussi bien que celle d'Amsterdam. L'empereur Rodolphe II d'Autriche l'encourage à publier un Florilegium illustré de planches gravées au burin plutôt que de gravures sur bois. Sweerts réalise une collection d'illustrations florales, terminée en 1609 et publiée en 1612. L'index de ce catalogue contient des indications traduites en quatre langues : latin, néerlandais, allemand et français. 

## LeFlorilegium
L'édition de 1612 du Florilegium comporte une préface où l'auteur donne les deux adresses où les tulipes peuvent s'acheter, à Francfort et à Amsterdam. Elle est divisée en deux parties, la première consacrée aux plantes à bulbes (67), la seconde aux plantes vivaces (43). Chaque planche est numérotée et renvoie à un index où figure son nom. L'ouvrage comporte une liste de 32 tulipes.
- (la + fr + de + nl) Emanuel Sweerts, Florilegium Emanuelis Sweerti Septimonti Batavi Amstelodami comorantis, tractans de variis floribus et aliis indicis pla[n]tis ad vivum delineatum in duabus partib. et quatuor linguis concinnatum, Francfort, Erasme Kempffer, 1615

Cet ouvrage a connu de nombreuses rééditions, illustrées de planches botaniques, dont un Florilegium amplissimum et selectissimum en  1630 et 1641 ; il en existe même aujourd'hui une édition numérique (Fischer Verlag). La première partie d'une copie conservée dans la bibliothèque de l'université d'Erlangen-Nuremberg (Collection Ch. J. Trew) comporte des représentations de 330 plantes à bulbes.

## Postérité
En hommage à sa contribution à la botanique, son nom a été donné à un cultivar de l'iris : l'Iris Sweertii.